# Montasser AlDe'emeh
Montasser AlDe'emeh (Arabisch: منتصر يوسف علي الدعمي, geromaniseerd: Muntaṣir Yūsuf ʿAlī al-Daʿmī; Jordanië, 8 april 1989) is een Belgisch-Palestijnse auteur, academicus, arabist, islamoloog en freelance-journalist voor onder andere De Groene Amsterdammer en Vrij Nederland.

## Biografie
Montasser AlDe'emeh is geboren in een Palestijns vluchtelingenkamp in het Jordaanse Russeifah, nabij Zarka, het toenmalig bolwerk van Palestijnse commando's, de zogenoemde Fedayeen.

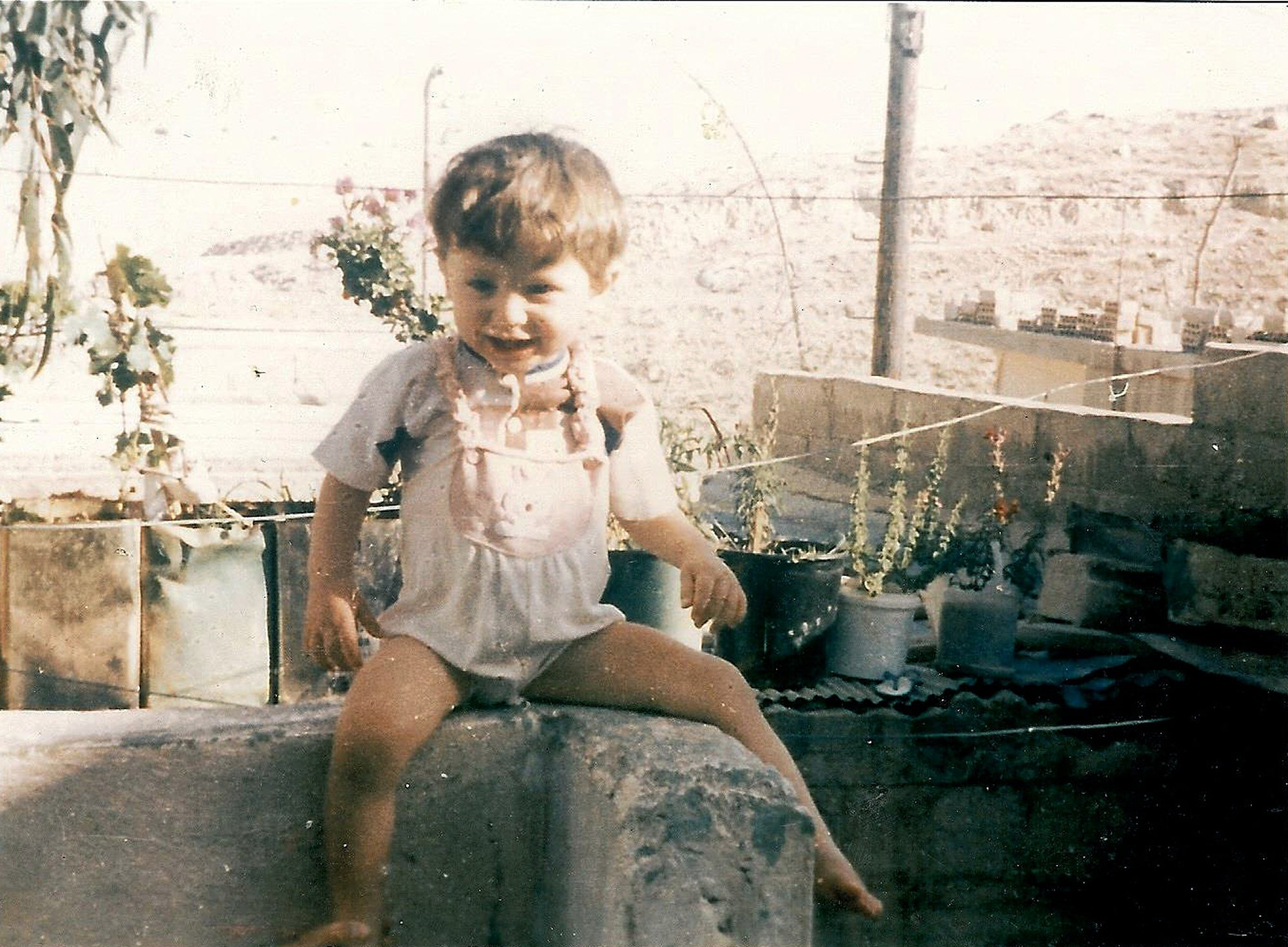
Montasser in zijn geboortehuis in vluchtelingenkamp Russeifah in Jordanië, 1991.

Zijn ouders waren tijdens de Nakba in 1948 als kinderen gevlucht uit het etnisch gezuiverd en vernietigd dorp Sabbarin in het toenmalige Britse Mandaatgebied Palestina, en in 1967 moesten ze zich opnieuw uit de voeten maken toen de Zesdaagse Oorlog uitbrak. Tijdens Zwarte September kreeg Montassers vader een kogel door de ribben. Het gezin AlDe’emeh belandde in het begin van de jaren '90 in een arme wijk in Molenbeek en verhuisde later naar het Vlaams-Brabantse Asse om zich uiteindelijk in Baardegem te vestigen, waar Montasser als kind opgroeide.
Na de aanslagen op 11 september 2001 voelde hij zich totaal vervreemd van zijn omgeving. Daarover schreef hij in zijn autobiografie 'De jihadkaravaan' dat werd genomineerd voor de Brusseprijs, een onderscheiding voor het beste Nederlandstalige journalistieke boek:

Elke dag sprong ik over de kloof tussen twee werelden en in geen van beide voelde ik me thuis.
— Montasser AlDe'emeh, Pieter Stockmans, De jihadkaravaan. Uitgeverij Lannoo, 2015, p. 43

Tijdens de Tweede Intifada werd een van zijn neven door Israëlische soldaten doodgeschoten toen hij terugkeerde van de Arabisch-Amerikaanse Universiteit van Jenin. In februari 2024 werd een andere neef doodgeschoten door het Israëlische leger. Hij was een officier bij de veiligheidsdiensten van de Palestijnse Autoriteit en werd met militaire eer begraven.
AlDe’emeh heeft er nooit een geheim van gemaakt dat hij er in zijn jeugd radicale en gewelddadige ideeën op nahield. Zo identificeerde hij zich onder meer met organisaties als het Volksfront voor de Bevrijding van Palestina (PFLP), de Rote Armee Fraktion (RAF) en het Iers Republikeins Leger (IRA). Daarover schreef hij:

Tranen liepen over mijn wangen toen ik las over de Ierse strijders die wegkwijnden in Britse gevangenissen, net zoals de Palestijnen die levensjaar na levensjaar zagen wegsmelten in Israëlische gevangenissen.
— Montasser AlDe'emeh, Pieter Stockmans, De jihadkaravaan. Uitgeverij Lannoo, 2015, p. 82-83

Als tiener vatte hij het idee op om de wapens op te nemen tegen de Israëli's. In 'De jihadkaravaan' schreef hij (p. 35):

Mijn droom was om te vechten tegen de Israëli’s. Maar ik zat in Vlaanderen, niet in Palestina.

Mede als gevolg van het conflict tussen Fatah en Hamas kwamen er geleidelijk aan barsten in zijn wereldbeeld. Op het einde van zijn Secundair Onderwijs ging hij naar Auschwitz om zich te verplaatsen in de gevoelens en de pijn van de Joden. Tijdens zijn universitaire studies aan de KU Leuven verbleef hij een tijdje in het Midden-Oosten, zo volgde hij lessen Arabisch aan de universiteit van Zarka, en bestudeerde de islam in Saoedi-Arabië. Gedurende de lessen Hebreeuws en Aramees aan het Institut d'Etudes du Judaïsme van de Université libre de Bruxelles bouwde Montasser AlDe'emeh een vertrouwensband op met zijn joodse professor Julien Klener wiens familiegeschiedenis een diepe indruk op hem maakte.

### Universitaire studies en wetenschappelijk onderzoek
In 2011 behaalde hij aan de Katholieke Universiteit Leuven het bachelordiploma taal- en regiostudies: arabistiek en islamkunde. Een jaar later behaalde hij aan de KU Leuven een master in de taal- en regiostudies: arabistiek en islamkunde. Hij bestudeerde er ook wereldreligies en interreligieuze dialoog en ging verder aan het Institut d'Etudes du Judaïsme van de Université libre de Bruxelles. Eind 2013 keurde de Universiteit Antwerpen zijn onderzoeksvoorstel over de beweegredenen van de Syriëstrijders goed.
 

In januari 2014 werd hij door de KU Leuven aangesteld als wetenschappelijk medewerker. Tot verbazing van zijn promotoren trok hij in juli 2014 twee weken naar oorlogsgebieden in Syrië. Hij volgde en interviewde er Belgische en Nederlandse jihadisten in het kader van zijn veldonderzoek naar moslimradicalisering en Syriëstrijders. Eén Nederlandse Syriëstrijder beschuldigde hem van spionage waardoor hij een dag vast zat in een Al Qaida-gevangenis bij Aleppo.

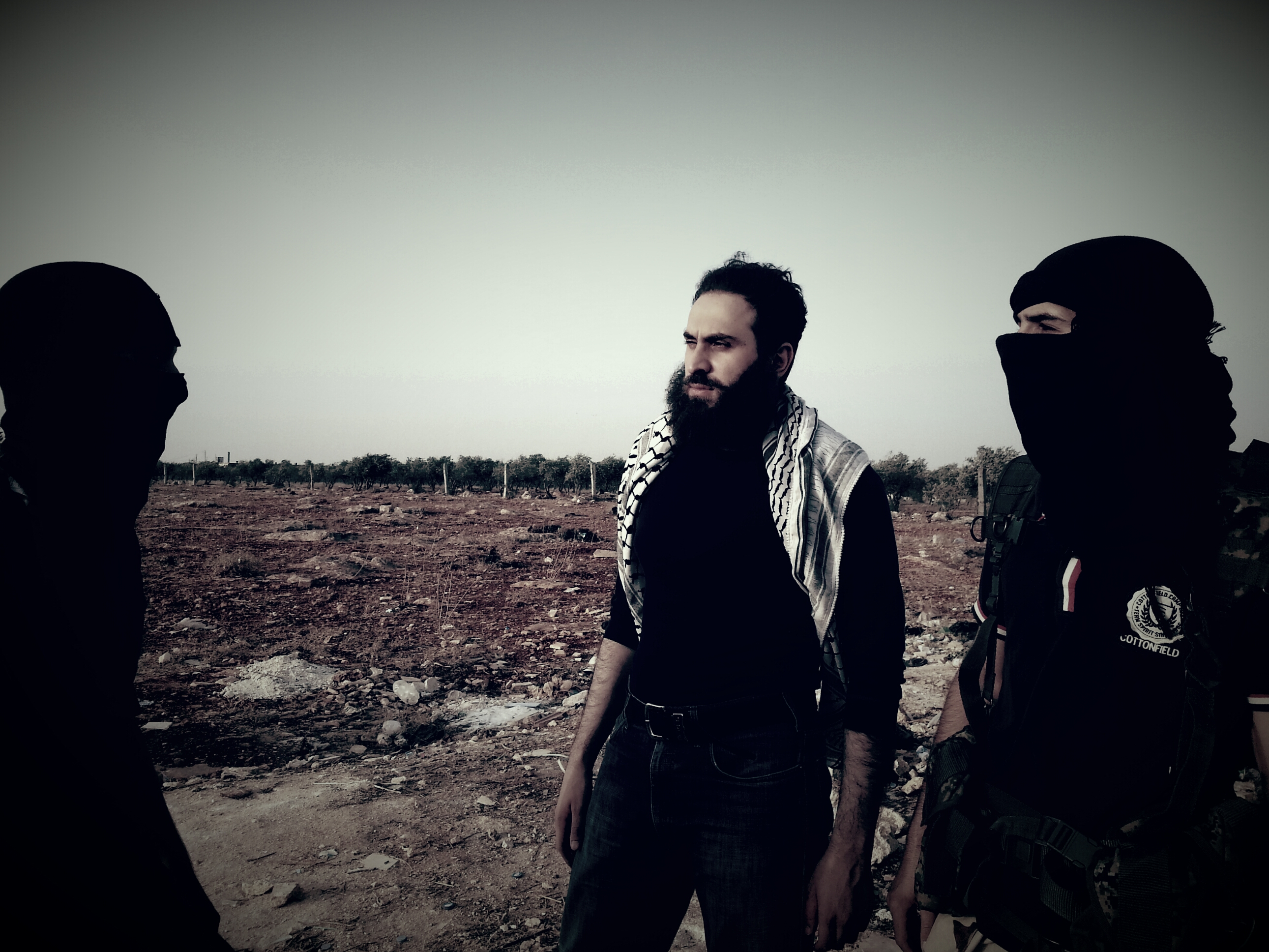
Montasser AlDe'emeh (m) tussen westerse jihadisten in de buurt van Aleppo, 2014.

In 2015 zette AlDe'emeh zijn doctoraat verder aan de Radboud Universiteit Nijmegen. Als buitenpromovendus deed hij aan de Faculteit der Filosofie, Theologie en Religiewetenschappen onderzoek naar radicale ideologie. Op 24 november 2017 keerde Montasser AlDe'emeh terug naar de KU Leuven. Hij is er verbonden aan de Onderzoeksgroep Arabistiek. Tevens is hij lid van het Leuvens Centrum voor de Studie van de Cultuur en Samenleving van de Islam. Gedurende het academiejaar 2019-2020 behaalde hij een postgraduaat aan de Londense onderzoeksuniversiteit SOAS. Vanaf het academiejaar 2020-2021 is hij als vrijwillig medewerker ook verbonden aan het Institute for International Research on Criminal Policy (IRCP) van de UGent. Op 16 april 2025 behaalde hij met onderscheiding een Master of Philosophy aan de Universiteit van Dublin.

### Maatschappelijk engagement
In september 2014 publiceerde AlDe'emeh in Knack de gesprekken die hij voerde met een Antwerpenaar die in Syrië aan de zijde van ISIS vecht. Volgens de Antwerpse strijder was burgemeester Bart De Wever terecht bang voor terreuraanslagen in Antwerpen. In februari 2015 richtte Montasser AlDe'emeh 'De Weg Naar' op, een kenniscentrum dat rechtstreeks contact legt met geradicaliseerde jongeren, zowel potentiële vertrekkers als teruggekeerde Syriëstrijders. Voor Knack interviewde hij op 4 maart 2015 de ouders van Fouad Belkacem, gewezen voorman van Sharia4Belgium. In het interview schetste de familie van Belkacem een beeld van de jonge Fouad. AlDe'emeh kreeg Fouad Belkacem zelf ook aan de lijn. In augustus 2015 uitte Islamitische Staat (in Irak en de Levant) stevige dreigementen tegen België. Montasser AlDe'emeh, die de audioboodschappen ontving, stelde dat het gevaar van IS nog zwaar onderschat wordt en benadrukte dat de bedreigingen ernstig dienen genomen te worden. In november 2015 blies de Kortrijkse IS-strijder Abdelmalek Boutaliss zich op in Irak. AIDe’emeh probeerde nog tevergeefs om hem de zelfmoordaanslag uit het hoofd te praten. Na de aanslagen in Parijs van november 2015 besliste hij om geen teruggekeerde Syriëstrijders meer te begeleiden. Enkele maanden voor de aanslagen in Brussel op 22 maart 2016 waarschuwde Montasser AlDe'emeh dat België het gevaar van aanslagen door teruggekeerde Syriëstrijders zwaar bleef onderschatten. In februari 2016 interviewde Montasser AlDe'emeh de ex-verloofde van Salah Abdeslam voor het weekblad Knack. Daarin verklaarde ze onder meer: 'Voor mij is het definitief gedaan. Ik maak officieel een einde aan onze verloving. Ik wil verder met mijn leven.' Onmiddellijk na de aanslagen op 22 maart 2016 solliciteerde Montasser AlDe'emeh buiten de normale procedures bij het Belgische leger. Eind december 2016 trok hij naar de frontlinie in Irak, waar de IS en Koerdische strijders elkaar bestookten. Na zijn terugkeer liet hij in een interview weten dat de IS maar klein bier is vergeleken bij wat het Midden-Oosten en ook Europa de komende tien à vijftien jaar te wachten staat.
In september 2016 werd Montasser AlDe'emeh aangesteld als anti-radicaliseringsdeskundige bij GO! Scholengroep Brussel. Ook het VCLB Pieter Breughel (2016-2019) én het GO! CLB Brussel (2018-2019) deden een beroep op hem. Omdat ook Vlaamse scholen steeds meer een beroep deden op hem, besliste hij eind 2022 om als freelancer aan de slag te gaan. Nadat hij verschillende scholen in het Brusselse bezocht publiceerde Montasser AlDe'emeh op 9 mei 2017 een analysestuk in Knack waarin hij zwaar uithaalde naar imams, predikers, islamgeleerden en islamleerkrachten. In het artikel verweet hij hen dat ze moslimkinderen angst aanjagen. De verhalen over een 'straffende god' die Montasser voor het eerst naar buiten bracht, choqueerden ook leerkrachten en schooldirecteurs. Jacky Goris, algemeen directeur van het GO! Scholengroep Brussel die onder leiding van Montasser AlDe'emeh een team samenstelde om de radicalisering tegen te gaan pleitte ervoor om de negatieve invloed van religieuze haatpredikers in te dammen. In Terzake liet Montasser AlDe'emeh weten dat hij in de groeiende angstcultuur een potentiële kiem voor latere radicalisering ziet. Montasser werd de volgende dag door de vicevoorzitter van de Moslimexecutieve zwaar bekritiseerd. Ook de voorzitter van de koepel van Marokkaanse moskeeën Umivel bekritiseerde het discours van Montasser AlDe'emeh. In een reactie aan Het Belang van Limburg zei hij dat Montasser zich daar niet hoort over uit te spreken omdat de verhalen over de bestraffing in het graf en de antichrist bij het geloof horen. Hij vond het ook wraakroepend dat Montasser aan sommige hadith twijfelt. Montasser AlDe'emeh vond het dan weer onbegrijpelijk dat de voorzitter van de Marokkaanse moskeeën vindt dat de verhalen over de pijnlijke bestraffing in het graf bij het geloof horen.
Voor Knack deed Montasser AlDe'emeh onderzoek naar Exorcisme in België. Hij stelde tijdens zijn onderzoek vast dat de salafistische exorcist Abdelkarim Aznagui ondanks zijn veroordeling na een dodelijk afgelopen duiveluitdrijving nog steeds aan de slag was als duiveluitdrijver. Ook schreef Montasser dat er in de abdij van Averbode van de paters norbertijnen dagelijks mensen langsgaan voor een duiveluitdrijving. Op 30 oktober 2017 publiceerde hij een verhaal over hoe een agressieve neuskanker een zekere Abdeslam in de handen van een Marokkaanse exorcist dreef. Het slachtoffer beweerde dat er een netwerk actief is om slachtoffers van België naar Marokko te lokken. Dit verhaal leidde meteen tot een gerechtelijk onderzoek. Eind 2019 interviewde hij Belgische IS-gevangenen in Syrië. Na zijn terugkeer verklaarde hij dat IS nog niet is verslagen. Begin augustus 2020 waarschuwde AlDe'emeh dat er 'een totale, ongeziene escalatie dreigt in de moslimwereld in het komende decennium' en dat de gevolgen zich ook in West-Europa op veiligheidsvlak zullen laten voelen.

### Aanhouding, arrestatie en doodsbedreigingen
Op 1 december 2015 diende AlDe'emeh klacht in nadat hij naar eigen zeggen racistisch en hardhandig werd aangepakt door agenten in Brussel. Volgens de Brusselse korpschef Guido Van Wymeersch filmde hij agenten, militairen en bewakingsposten, maar AlDe'emeh ontkende de beschuldigingen en stelde dat hij al rijdend gefilmd werd door een tv-ploeg. De Britse journalist Robert Fisk nam het uitdrukkelijk voor hem op na het incident:

AlDe'emeh heeft meer voor onze veiligheid gedaan dan alle officiële Belgische instanties samen.
— Robert Fisk, The Independent, 6 december 2015

Op 11 januari 2016 pakte de Belgische politie AlDe'emeh op in zijn huis in Sint-Jans-Molenbeek en liet hem later die dag onder voorwaarden weer vrij. Hij werd in verdenking gesteld voor valsheid in geschrifte. Enkele dagen later diende de verdediging van Montasser AlDe'emeh een klacht in wegens schending van het beroepsgeheim en de schending van het geheim van het onderzoek. Een week nadat hij werd opgepakt, publiceerde De Standaard een portret waarin zijn voormalige promotor Ludo Abicht getuigde dat hij niet veel onderzoekers kent die zover gaan om aan informatie te komen. Na vele doodsbedreigingen te hebben ontvangen, stopte Montasser AlDe'emeh in mei 2016 zijn anti-radicaliseringscentrum 'De Weg Naar'. Geraldine Henneghien, de moeder van een Syriëstrijder, fulmineerde een dag later tegen de stopzetting.

### Staatsveiligheid en veroordeling
In juli 2016 verklaarde AlDe'emeh in een interview met De Morgen dat hij de voorbije jaren voor de Belgische staatsveiligheid werkte. Na de bekendmaking kreeg hij doodsbedreigingen en leefde ondergedoken. In een groot interview met De Morgen-journalist Joël De Ceulaer verklaarde AlDe'emeh dat hij mee aanslagen heeft helpen voorkomen. Op 17 november 2016 werd hij samen met een Mechels advocaat en een voormalig imam veroordeeld door de Mechelse correctionele rechtbank voor valsheid in geschrifte, maar hij ging in beroep. Tijdens zijn beroep op 7 juni 2017 legde Sven Mary, advocaat van onderzoeker Montasser AlDe'emeh zijn geheimhoudingscontract, een ondertekend document dat zijn undercoverwerk voor de Staatsveiligheid kan bewijzen neer. AlDe'emeh wou naar eigen zeggen de imam en diens broer te vriend houden om te achterhalen waar de beruchte Antwerpse IS-terrorist Hicham Chaib verbleef. In zijn entourage bevond zich de nicht van de imam, die ook naar het IS-kalifaat was afgereisd. Volgens Sven Mary, de advocaat van Montasser AlDe'emeh aanvaardde de rechtbank het geheimhoudingscontract. Nadat het arrest voor het hof van beroep in Antwerpen om onbekende redenen tot tweemaal toe werd uitgesteld, verklaarde Mary dat de zaak juridisch behoorlijk complex is omdat in België geen wetgeving rond burgerinfiltranten bestaat. Op 27 september 2017 werd hij ook in beroep veroordeeld. Nadat hij ook in beroep veroordeeld werd, verklaarde AlDe'emeh dat hij een gratieverzoek bij de koning zal indienen.

### Israëlisch-Palestijns conflict

#### Conflict in de Gazastrook 2014
In 2014 waarschuwde Montasser AlDe'emeh ervoor dat de Israëlische annexatiepolitiek een conflict zal uitlokken "waarin meer onschuldige burgers dan ooit zullen omkomen". In de zomer van datzelfde jaar en naar aanleiding van het conflict in de Gazastrook riep hij op tot een nieuwe intifada tegen de Israëlische bezetting en een vorm van protest zoals Mahatma Grandi destijds in India. In volle oorlog reisde hij naar de Gazastrook. Na zijn terugkeer stelde hij dat de Israëlische regering haar burgers in gevaar brengt door gebieden op de bezette Westelijke Jordaanoever te annexeren en de Gazastrook te blokkeren.
Begin augustus 2020 stelde AlDe'emeh in een opiniestuk in De Morgen dat het Palestijns-Israëlische conflict opnieuw dreigt te exploderen als gevolg van de mislukte onderhandelingen en 'allerhande eenzijdige en onevenwichtige initiatieven die de verdere annexatie van de bezette Palestijnse gebieden en het failliet van een tweestatenoplossing verder in de hand werken'.

#### Israëlisch-Palestijns conflict (2021)
Naar aanleiding van het Israëlisch-Palestijns conflict in 2021 schaarde Montasser AlDe'emeh zich achter de protestacties van het Palestijnse volk. Hij benadrukte dat de bezetting van Palestina moet stoppen en dat hij graag  wil terugkeren naar het dorp Sabbarin bij Haifa, waar zijn ouders zijn geboren en dat door zionisten etnisch werd gezuiverd in 1948. Volgens hem zijn de acties van Hamas het gevolg van de Israëlische bezetting en het onrecht dat Palestijnen wordt aangedaan. Ook verklaarde hij zich akkoord met de terugkeer van Joodse vluchtelingen en hun nakomelingen die uit Arabische landen werden verjaagd. Verder stelde Montasser AlDe'emeh dat een tweestatenoplossing onmogelijk is geworden door kolonisatie en etnische zuivering. Israël noemt hij een apartheidsregime. Montasser AlDe'emeh nam zelf ook deel aan een pro-Palestijnse betoging in Brussel. Daarbij benadrukte hij dat het verkeerd is om het te hebben over een conflict tussen Joden en Palestijnen. Volgens hem gaat niet over religie, maar is het een strijd van onderdrukten tegen hun onderdrukker. In een opiniestuk in De Morgen schreef AlDe'emeh dat terreurexperten wegkijken van de "Israëlische staatsterreur". Ook benadrukte hij dat Palestijnen het recht hebben om zich te verdedigen tegen de Israëlische bezetter, en dat het niet aan hem is om te bepalen hoe mensen in de Gazastrook zich verzetten tegen de blokkade.
In december 2021 klaagde hij erover dat Palestijnse kinderen werden gedood door Israël en dat er amper iets gedaan wordt om het leed van de Palestijnen en "het onrecht van de Israëlische bezetting" te beëindigen. In 2022 beschuldigde hij in een open brief politici van N-VA en Vlaams Belang ervan anti-Palestijnse standpunten in te nemen en op die manier medeplichtig te zijn aan het leed van Palestijnen. In datzelfde jaar studeerde Montasser AlDe'emeh in Belfast om uit te zoeken of het Goede Vrijdagakkoord inspiratie kan bieden om het Palestijns-Israëlische conflict op te lossen. Hij concludeerde dat alle actoren moeten inzien dat puur militaire oplossingen onmogelijk zijn, en dat iedereen mee moet aan tafel, dus ook Hamas, en haar gewapende vleugel, Al-Qassam-brigades, alsook bewegingen zoals het PFLP en Islamitische Jihad.

#### Oorlog Hamas-Israël
Toen in oktober 2023 de oorlog tussen Hamas en Israël was uitgebroken, waarschuwde hij ervoor dat het geweld zich verder zou uitbreiden als Israëlische bombardementen op de Gazastrook zouden voortduren. Ook stelde hij dat dit geen conflict is tussen enkel Hamas en Israël, en dat andere Palestijnse milities met Hamas zouden gaan meevechten als het tot een grondoffensief in Gaza zou komen. In "De Afspraak" beschuldigde hij de Westerse wereld ervan dubbele standaarden te hanteren als het aankomt op het Israëlisch-Palestijns conflict. Ook stelde hij dat de Palestijnse bevolking collectief wordt gestraft omwille van de aanval van Hamas. In januari 2024 verklaarde hij dat Israël een tweestatenoplossing onmogelijk heeft gemaakt en dat hij streeft naar een Palestijnse staat waar er wel plaats is voor Joden, maar niet voor de staat Israël. Daarbij gebruikte hij de politieke slogan "from the river to the sea". Ook benadrukte hij dat Palestijnen willen terugkeren naar hun dorpen van waaruit ze gevlucht of verdreven waren tijdens de Nakba. Wat de Hamas-aanval van 7 oktober 2023 betreft, verklaarde hij dat Hamas twee doelen had die tevens ook bereikt zijn, namelijk het uitschakelen van het Israëlisch militair apparaat rond de Gazastrook en zoveel mogelijk soldaten en burgers meenemen om te ruilen voor Palestijnse gevangenen. Tijdens het dubbelinterview contesteerde hij het terroristisch karakter van Hamas door onder andere te stellen dat volgens de criteria van de Amerikaanse en Europese terreurlijsten George Washington ook een terrorist was. Verder stelde hij trots te zijn op het Palestijnse gewapend verzet en het feit dat ze raketten met een bereik van 250 kilometer hebben kunnen bouwen. Ten slotte verklaarde hij dat de weg terug voor de "zionistische entiteit" ingezet is en dat Israël vroeg of laat zal ophouden te bestaan.
In februari 2024 werd zijn neef Ziyad Ali AlDe'emeh doodgeschoten door het Israëlische leger. De man was een officier bij de veiligheidsdiensten van de Palestijnse Autoriteit en werd met militaire eer begraven. In een eerste reactie verklaarde AlDe'emeh dat de Israëlische raid waarbij twee andere Palestijnen werden doodgeschoten tot een verdere escalatie op de Westelijke Jordaanoever zal leiden. In juni 2024 stelde hij dat "meer Palestijnen dan ooit" het gewapend verzet als enige optie zien tegen "de verdere kolonisatie en de bezettings- en annexatiepolitiek van Palestina".

### Israëlisch-Libanese oorlog
Op het moment van de pieper- en walkietalkie-explosies in Libanon in 2024 was Montasser AlDe'emeh samen met fotografe Aurélie Geurts in Beiroet. In een reactie aan De Morgen liet AlDe'emeh weten dat een verdere escalatie zou volgen aangezien Hezbollah niets anders kan dan reageren. Nadat het conflict verder escaleerde, verklaarde hij dat de Israëlische regering de aandacht wil afleiden van wat er in de Gazastrook gebeurt, en dat het stoppen van de oorlog in Gaza de enige manier is om tot een de-escalatie te komen. Na ruim twee maanden in het door oorlog geteisterde Libanon te hebben verbleven, keerde hij samen met fotografe Aurélie Geurts veilig terug naar België.